# Hadí mord maloúborný
Hadí mord maloúborný (Scorzonera parviflora) je vytrvalá, nízká, žlutě kvetoucí bylina, obligátní halofyt rostoucí na slanistých loukách. Je sice v české přírodě původním druhem, ale v současnosti je kriticky ohrožen vyhynutím, neboť lokality vhodné pro jeho růst jsou téměř všechny zničeny.

## Rozšíření
Středisko jeho výskytu se nachází v Malé Asii, v oblasti Kavkazu, na Blízkém východě, ve Střední Asii, na západní Sibiři, v severních oblastech Mongolska, Číny a Afghánistánu. V Evropě se vyskytuje roztříštěně, nejzápadnější výskyt je zaznamenán ve středním Španělsku, odkud pokračuje přes Francii, střední Evropu a Balkánský poloostrov až do východní Evropy. Česká republika, stejně jako Slovensko, leží na severní hranici areálu.
V Česku dříve rostl ve většině slaniskových lokalitách, nejvíce na Mostecku, ve středních Čechách a na jižní Moravě. Z těchto tradičních stanovišť téměř úplně vymizel a doslova přežívá jen v národní přírodní rezervaci Soos u Františkových Lázní a v národní přírodní rezervaci Slanisko u Nesytu v okrese Břeclav.

## Ekologie
Vyloženě světlomilná rostlina, která si za stanoviště vybírá vlhká a zasolená místa, která mohou v letním období i vysýchat. Roste obvykle na těžké, jílovité půdě bohaté na ionty lehce rozpustných solí (draslíku, sodíku, hořčíku, vápníku). Tato slaniska vznikají v okolí minerálních pramenů, kde výpar převyšuje vsakování a ionty solí vzlínají v půdním profilu k povrchu. Zvýšená salinita půdy na většinu rostlin působí toxicky, narušuje osmotickou rovnováhu jejich buněk, a proto jsou tyto pozemky typické jen nevalným bylinným porostem.

## Popis
Hadí mord maloúborný je vytrvalá, 10 až 50 cm vysoká rostlina s přímou, jednoduchou nebo v horní části chudě větvenou a zcela lysou lodyhou vyrůstající ze svislého, vícehlavého kořene. Přízemní, tmavě zelené listy v růžici jsou ploché, slabě dužnaté, čárkovitě kopinaté, dlouhé 10 až 30 cm a široké 0,5 až 1,5 cm, u báze jsou zúžené, na vrcholu špičaté a po obvodě celistvé. Na lodyze obvykle vyrůstají pouze v horní části tři drobné šupinovité listy.
Na vrcholu lodyhy jsou na dlouhé stopce jeden až tři květní úbory o průměru 1 až 2 cm. Úbory, otevírající se jen za slunného počasí, obsahující výhradně obopohlavné, jazykovité květy, jejichž světle žluté liguly jsou nejvýše 1,5krát delší než zákrov. Úzce vejčitý zákrov je dvouřadý, listeny má podlouhlé, na vrcholu zahrocené, po okraji blanité a ve vnitřní řadě jsou delší. Protandrické květy opyluje létající hmyz. Kvete od května do června, plody dozrávají v srpnu a září. Ploidie druhu je 2n = 14.
Plody jsou válcovité, světle žluté, lysé, asi 8 mm velké nažky s hladkými zvýšenými žebry. Pro lepší šíření větrem mají nažky na konci šedě bílý paprsčitý chmýr, asi dvakrát delší než nažka.

## Záměna
Morfologicky se mu nejvíce podobá hadí mord nízký (Scorzonera humilis), který má o málo širší listy a větší úbory, lodyhu na bázi nebo pod úborem pavučinatě vlnatou a liguly dvakrát delší než zákrov.

## Ohrožení
Hadí mord maloúborný potřebuje pro svůj růst biotopy se specifickými podmínkami, které nachází na nezastíněných slaných loukách v blízkosti minerálních pramenů. Tamní pozemky mají následkem zvýšeného zasolení půdy malou kvalitu a obvykle jsou využívány pouze jako chudé pastviny pro drůbež, případně ovce a kozy. Tato hospodářský málo využitelná místa byla vesměs postupně odvodněna a přeměněna na lépe využitelnou antropogenní půdu, kde již původní byliny nemají potřebné podmínky.
Pro záchranu druhu na dosud existujících stanovištích byl hadí mord maloúborný zařazen ve "Vyhlášce MŽP ČR č. 395/1992 Sb. ve znění vyhl. č. 175/2006 Sb" i v "Červeném seznam cévnatých rostlin České republiky" mezi druhy kriticky ohrožené (§1 a C1t).